# Формула Эйлера для радиальных турбин и центробежных насосов
Формула Эйлера для радиальных турбин и центробежных насосов.
В русской литературе используются так же названия "турбинное уравнение  Эйлера", "турбинное и насосное уравнение  Эйлера", "турбомашинное уравнение Эйлера" и варианты с заменой слова "уравнение" на "формула".
В английской литературе общеупотребительны названия  "Euler turbomashine equation" и "Euler's turbine formula"; статья в английской Википедии озаглавлена "Euler's pump and turbine equation".
При этом формула записывается в 2 вариантах, так что можно считать, что под "турбомашинной формулой Эйлера" подразумеваются 2 формулы.
Пусть есть идеальный (без потерь на вихреобразование / трение) центробежный насос или турбина, работающий/-щая на идеальной несжимаемой жидкости / газе (в дальнейшем тексте - "жидкость").

### Первый вариант записи  формулы.
Введем обозначения 
{\displaystyle {\dot {M}}}- массовый расход жидкости, кг/с.
Жидкость входит в насос/турбину на радиусе R1 и выходит на радиусе R2. 
VT1 и VT2 - тангенциальные компоненты скорости жидкости на входе и выходе из ротора (измеренные в неподвижной системе отсчета). 
T - момент на валу.
Тогда
{\displaystyle T={\dot {M}}(R_{2}\cdot V_{T2}-R_{1}\cdot V_{T1})}       (1)

### Второй вариант записи  формулы.
Введем обозначения 
Vrotor 1 и Vrotor 2 - линейные скорости ротора на радиусах R1 и R2. 
Pbernoulli  -  сумма бернуллиевских слагаемых "давление + скоростной напор + высотная компонента".
Точнее - изменение этой суммы в результате прохождения жидкости через ротор.
Тогда
{\displaystyle P_{bernoulli}=\rho \cdot (V_{rotor2}\cdot V_{T2}-V_{rotor1}\cdot V_{T1})}     (2)
где ρ - плотность жидкости.
Формула (2) получается домножением обеих частей формулы (1) на угловую скорость вращения ротора.
Тогда мы переходим от момента импульса на валу к мощности на валу. Ситуация идеализированная, потерь механической энергии нет, и мощность на валу можно заменить изменением  энергии жидкости.